# Вивар Дорадо
Анхель Мануэль Вивар Дорадо (исп. Ángel Manuel Vivar Dorado; род. 12 февраля 1974 года в Мадриде), более известный как Вивар Дорадо — испанский футболист, полузащитник.

## Карьера
Вивар Дорадо начинал свою карьеру в «Леганесе», выступавшем тогда в Сегунде В. В своём дебютном сезоне он принял участие только в одном матче турнира. В следующем сезоне Вивар Дорадо стал футболистом основы и внёс свой вклад в выход «Леганеса» в Сегунду. Хоть «Лега» и не занял высокого места после возвращения во вторую лигу, Вивар Дорадо оставил хорошее впечатление своей игрой. Летом 1994 года состоялся переход игрока в «Тенерифе», выступавший в Примере. Дебют молодого игрока в высшем испанском дивизионе состоялся 29 января 1995 года в матче против «Компостелы». Всего он провёл четыре матча в том году. Начиная со следующего сезона, Вивар Дорадо стал твёрдым игроком основного состава «Тенерифе». В сезоне 1996/97 он был неотъемлемой частью команды, которая добралась до полуфинала Кубка УЕФА. В 1998 году Вивар Дорадо перешёл в «Расинг». Первые два сезона он был ключевым игроком команды, а в третьем почти не играл из-за травмы. В сезоне 2001/02 «Расинг» выступал в Сегунде и зимой игрок принял решение покинуть команду, чтобы снова выступать на высоком уровне. Однако проведя полгода в «Райо Вальекано», он принял решение вернуться во вторую испанскую лигу, перейдя в «Хетафе». Вивар Дорадо стал лидером мадридского коллектива, вернулся вместе с этим клубом в Примеру. После пяти сезонов в этой команде, он перешёл в стан дебютанта высшего дивизиона, «Вальядолид». Отыграв там два сезона, Вивар Дорадо ушёл в «Альбасете», однако получил травму в товарищеском матче и через полгода принял решение завершить карьеру.

## Достижения
- Победитель Сегунды В (1): 1992/93